# Flambourákia
Flambourákia (grec moderne : Φλαμπουράκια) est une localité située dans le dème de Doride, dans le district régional de Phocide, dans la périphérie de Grèce-Centrale, en Grèce.
Selon le recensement de 2021, elle compte 0 habitants.